# Kék háncscincér
A kék háncscincér (Phymatodes rufipes) a cincérfélék családjába tartozó, Európában és Nyugat-Ázsiában honos, lombos fákon, bokrokon élő bogárfaj. 

## Megjelenése
A kék háncscincér testhossza 5-8 mm. Az előtor oldalai ívesek, hátsó pereme keskenyebb az elülsőnél; a szárnyfedők oldalvonalai kb. háromnegyedükig párhuzamosak. Lábainak combjai megvastagodottak. Színe sötét kék vagy ibolyáskék, a csápok töve és a lábszárak, valamint a lábfejek töve sárgásvörös. Az előtoron nincsenek sima kiemelkedések, felülete egyenletesen és finoman pontozott. Szárnyfedői durvábban pontozottak, mint az előtor, a pontozás hátrafelé finomabb és a végén elenyésző. Felületét fekete szőrök fedik.

## Elterjedése és életmódja
Európában, Kis-Ázsiában és a Közel-Keleten honos. A Brit-szigetekről és Skandináviából hiányzik. Magyarországon a hegy- és dombvidékeken elterjedt, gyakori faj.  
Lárvája különféle lombhullató cserjék és fák (galagonya, som, kökény, stb.) elhalt ágaiban fejlődik. Életciklusa egy évig tart. Az imágó áprilistól júniusig rajzik, főleg virágzó bokrokon, fákon (tölgy, galagonya stb.) tartózkodik.

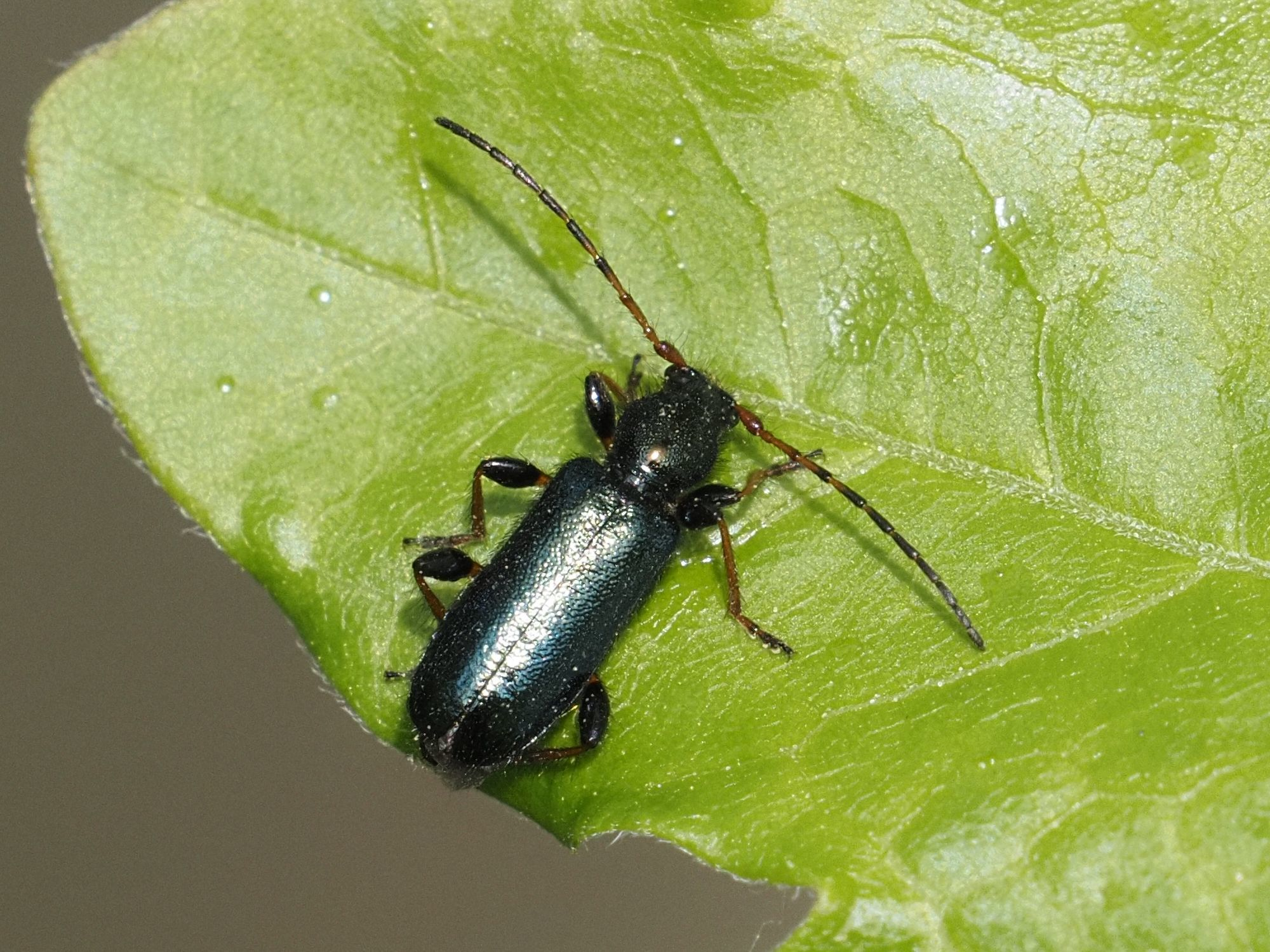
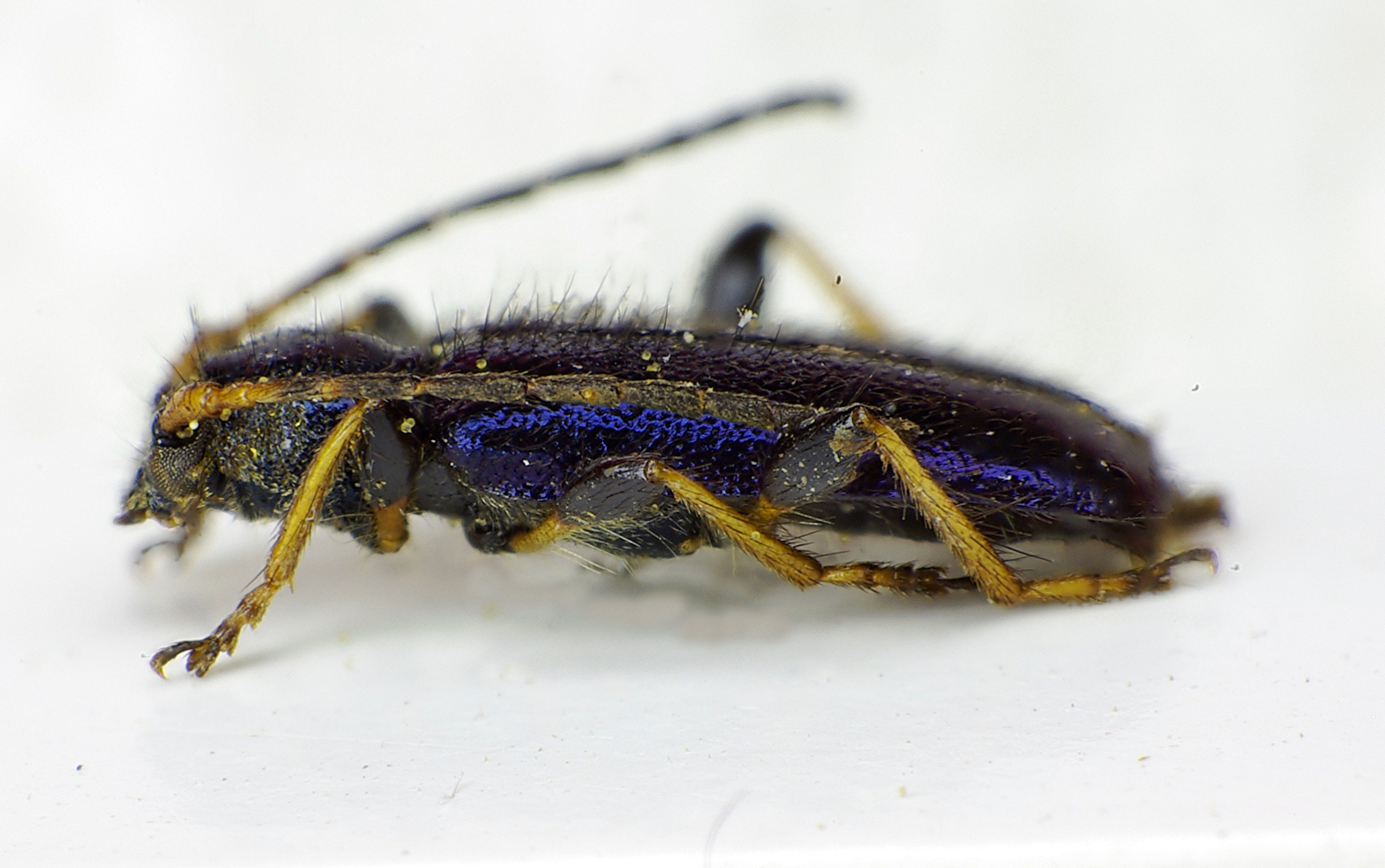
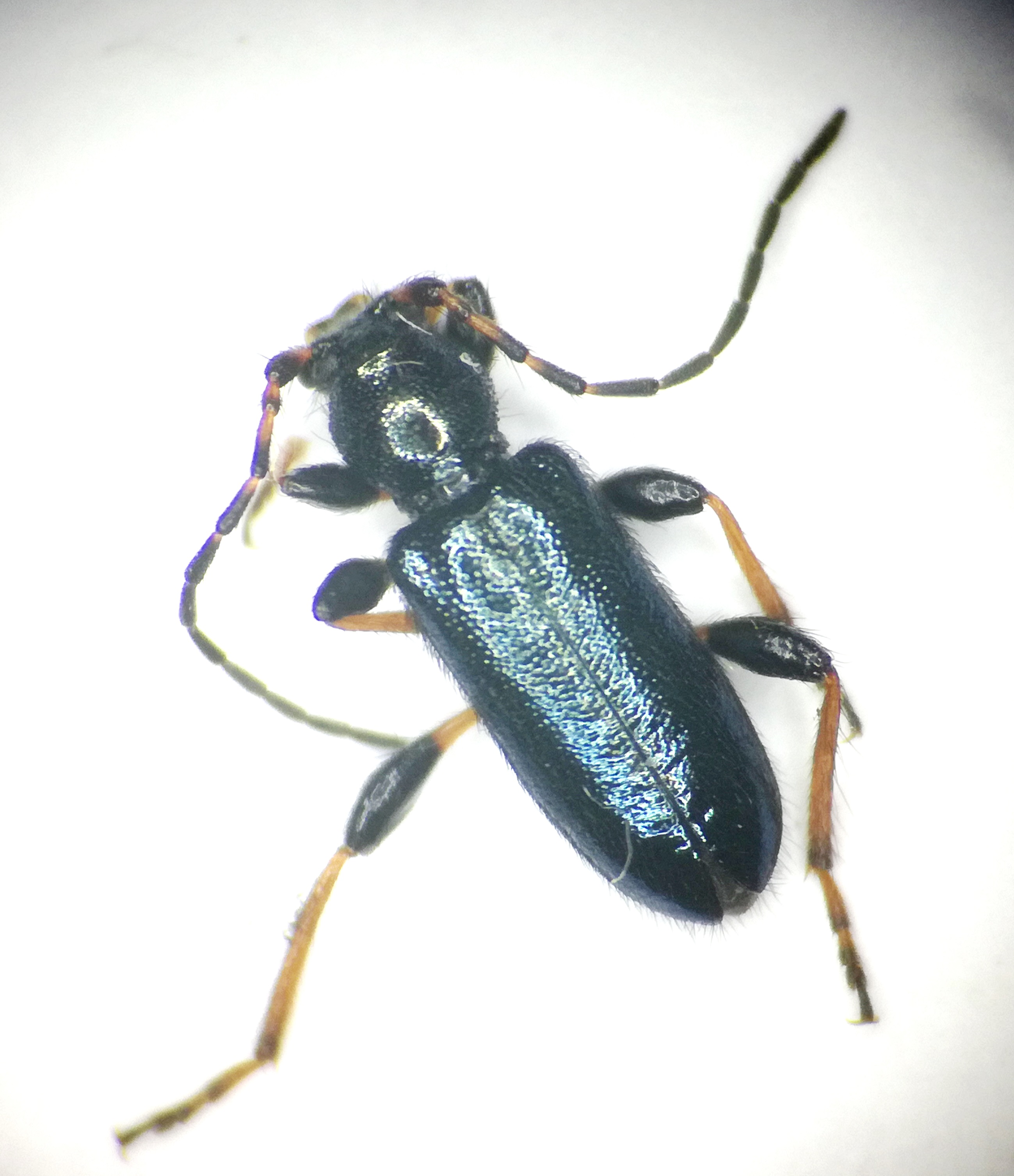
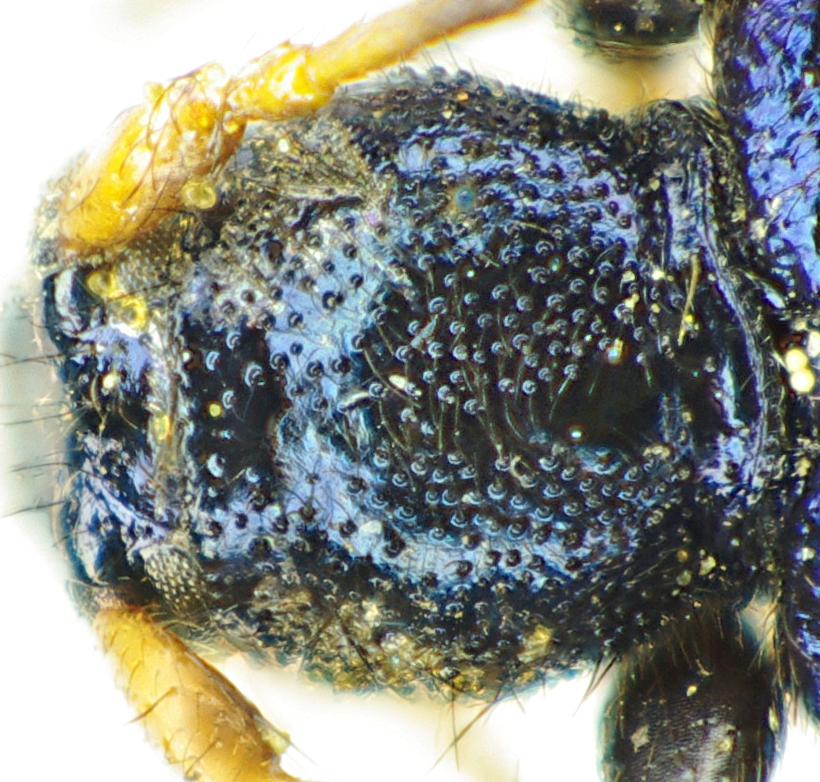
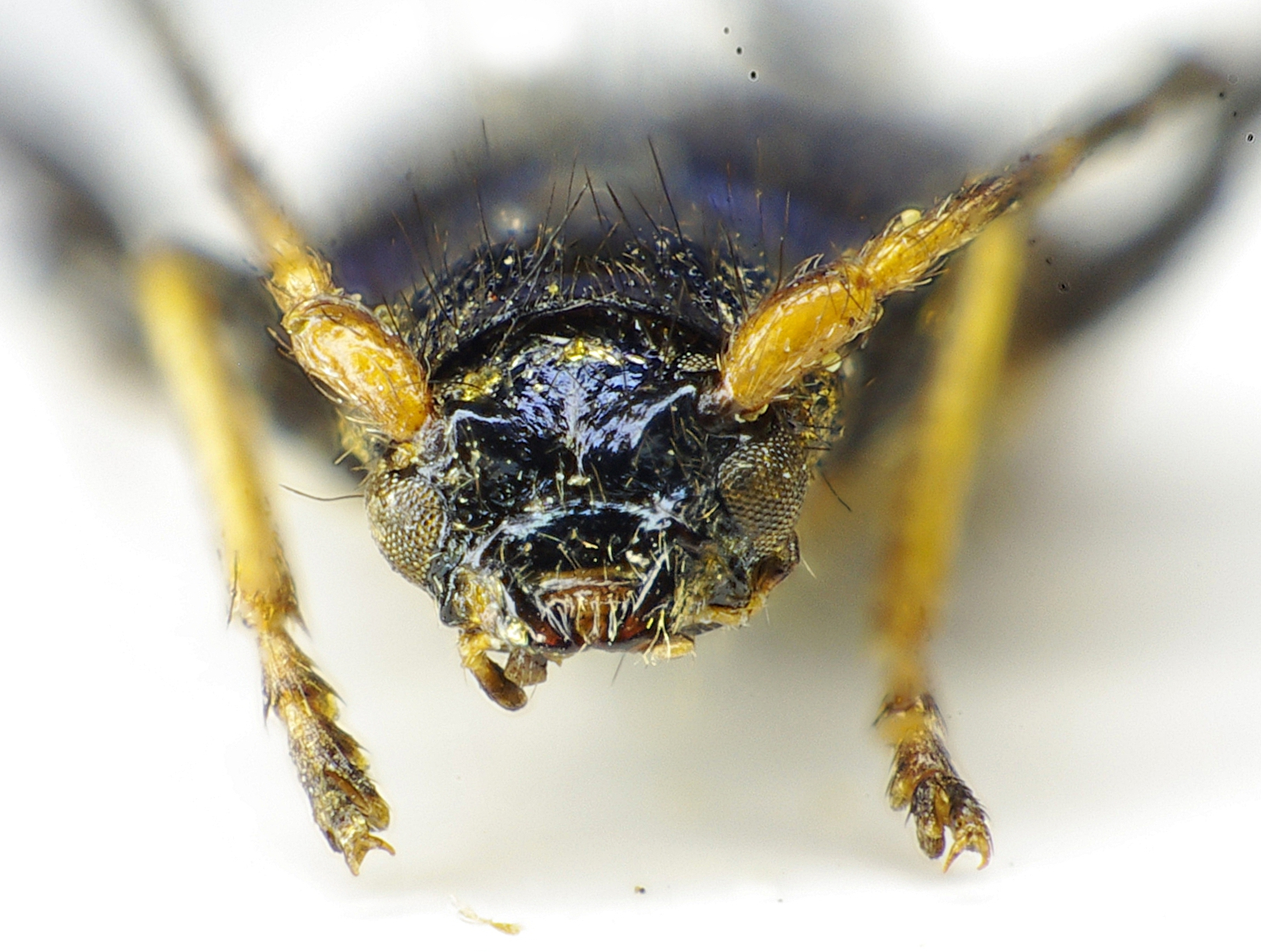

Magyarországon nem védett.